# チャールズ・エイガー (初代ノーマントン伯爵)

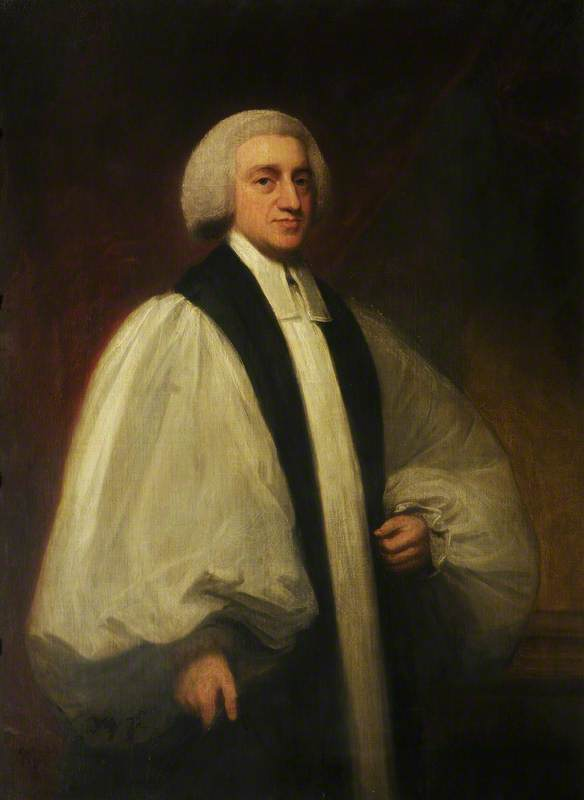
ジョージ・ロムニーによる肖像画、1787年ごろ。

初代ノーマントン伯爵チャールズ・エイガー（英語: Charles Agar, 1st Earl of Normanton PC (Ire)、1736年12月22日 – 1809年7月14日）は、アイルランド王国出身の聖職者、貴族。キルモア聖堂首席司祭（1765年 – 1768年）、クロイン主教（1768年 – 1779年）、ケッシェル大主教（1779年 – 1801年）、ダブリン大主教（1801年 – 1809年）、アイルランド貴族代表議員（1801年 – 1809年）を歴任した。貴族院で採決の結果を操れるほど権勢をふるい、宗教の知識も豊富だったが説教などの著作をほとんど残さず、『アイルランド人名事典』は「月並みに敬虔だったがそれ以上ではなかった」と評している。

## 生涯
アイルランド庶民院議員ヘンリー・エイガーと妻アン（Anne、ウェルボア・エリスの娘）の三男として、1736年12月22日にキルケニー県ゴーラン城で生まれた。兄に初代クリフデン子爵ジェームズ・エイガーがいる。1747年から1755年ごろまでウェストミンスター・スクールで教育を受けた後、1755年5月31日にオックスフォード大学クライスト・チャーチに入学、1759年にB.A.の、1762年にM.A.の、1765年12月31日にD.C.L.の学位を修得した。
1763年に聖職者になり、アイルランド総督付チャプレンに就任した。同年に収入源としてミーズ県スクリーン教区での聖職も与えられた。1765年にキルモア聖堂首席司祭に転じ、キャバン県アンナー教区、バリンテンプル教区（Ballintemple）での聖職も与えられた。1768年2月にクロイン主教に昇進、アイルランド貴族院議員に就任したことで政府側の論客の1人になった。このように順調に昇進したのは母方のおじウェルボア・エリス（のちの初代メンディップ男爵）の影響力に寄与するところが大きかった。
しかしクロイン主教に就任した後は昇進が遅くなり、政府を支持したにもかかわらずチュアム大主教（1774年）、ダブリン大主教（1778年）に空きが生じたときに任命されなかった。前者についてはエイガー自身が就任を望まず、後者についてはアーマー大主教の初代ロークビー男爵リチャード・ロビンソンとの関係が悪かったことが原因とされる。大主教への昇進は1779年7月にケッシェル大主教に任命されたことで実現したが、ケッシェルは僻地とみなされ、エイガー家の不満は残った。同年11月15日、アイルランド枢密院の枢密顧問官に任命された。ケッシェルでは既存の聖堂の補修が現実的でないと判断して、新しい聖堂を建てた。
1780年代にも引き続き貴族院で政府を支持したものの、1788年から1789年にかけての摂政法危機ではおじウェルボア・エリスがホイッグ党に属したため一時野党に回ることを余儀なくされた。エイガーは18世紀中期のヒュー・ボルターやジョージ・ストーンほどの大物政治家ではなかったが、貴族院での地位は高く、政府の意向にかかわらず貴族院で採決を通したり阻止したりできた。そのため、摂政法危機の後は政府がエイガーの支持の必要性を感じ、和解したことでエイガーは与党に復帰、1795年6月12日にはアイルランド貴族であるキルケニー県におけるサマートンのサマートン男爵に叙された。
1798年アイルランド反乱の戦後処理ではさらなる反乱への抑止力として死刑判決を主張した。宗教政策では既存の教会の問題を認め、漸進的な改革を行ったが、カトリックへの譲歩には常に反対し、1792年にはカトリックを「悪党か馬鹿者しか信じない宗教」と批判した。1795年には「カトリック解放は戴冠式の宣誓と両立しない」とする説を広め、それに国王ジョージ3世が納得して首相小ピットの合同とともにカトリック解放を行う案に反対したことで、第1次小ピット内閣が崩壊する理由を作った。1798年に合同法がはじめて提出されたときはカトリック解放と同時に行う条項があったため反対したが、1799年7月には総督の初代コーンウォリス侯爵チャールズ・コーンウォリスと合意し、合同以降の貴族院で終身議席を得ることを代償に支持に転じた。そして、エイガーは1800年12月30日にアイルランド貴族であるサマートン子爵に叙され、アイルランド貴族代表議員にも選出された。さらに1801年にはダブリン大主教に就任した。
合同以降は影響力が大きく下がったが、1806年2月4日にアイルランド貴族であるキルケニー県におけるノーマントン伯爵に叙された。『完全貴族要覧』第2版（1936年）によれば、「ノーマントン」という場所は多数存在するが、キルケニー県にはない。
1809年7月14日にメリルボーンのグレート・カンバーランド・プレイスで病死、21日にウェストミンスター寺院に埋葬された。息子ウェルボア・エリスが爵位を継承した。死去時点で遺産が50万ポンドに上ったが、ケッシェルでの教会所有地を自身にリースし、さらにこのことを隠蔽したことでノーマントン伯爵の評価が下がった。

## 家族と私生活
1776年11月22日、ジェーン・ベンソン（Jane Benson、1752年ごろ – 1826年10月25日、ウィリアム・ベンソンの娘）と結婚、4男1女をもうけた。
- ウェルボア・エリス（英語版）（1778年11月20日 – 1868年8月26日） - 第2代ノーマントン伯爵[1]
- ジョージ・チャールズ（1780年8月1日 – 1856年1月24日） - 王立協会フェロー、生涯未婚[6]
- ジェームズ（英語版）（1781年7月10日 – 1866年9月6日） - 聖職者。1829年7月7日、ルイーザ・トムソン（Louisa Thompson、1884年3月15日没、サミュエル・トムソンの娘）と結婚[6]
- ヘンリー・ウィリアム（1784年7月5日 – ?） - 夭折[5]
- フランシス・アン（1839年5月20日没） - 1798年12月14日、第2代ハワーデン子爵トマス・ラルフ・モードと結婚[7]

身長が低く鼻が大きいという見た目で、趣味は音楽、園芸、フランス料理と広かった。性格は怒りやすく、宗教の知識は豊富だったが敬虔ではなく、宗教に関する著作はまったくなかった。